# بیهوشی (فیلم)
بیهوشی (انگلیسی: Anesthesia) فیلمی در ژانر درام به کارگردانی تیم بلیک نلسون است که در سال ۲۰۱۵ منتشر شد.

## داستان
استاد فلسفه «والتر زارو» طی یک درگیری زخمی می‌شود، او در حالی که تلاش می‌کند از مهلکه فرار کند، خود را در آغوش مردی میانسال بنام «سم» می‌یابد که این نقطه آغاز یک پرسش و پاسخ بزرگ برای او می‌شود…